# Kanako Watanabe
Kanako Watanabe (渡部香生子, Watanabe Kanako; Tokyo, 15 novembre 1996) è una nuotatrice giapponese specializzata nello stile a rana.

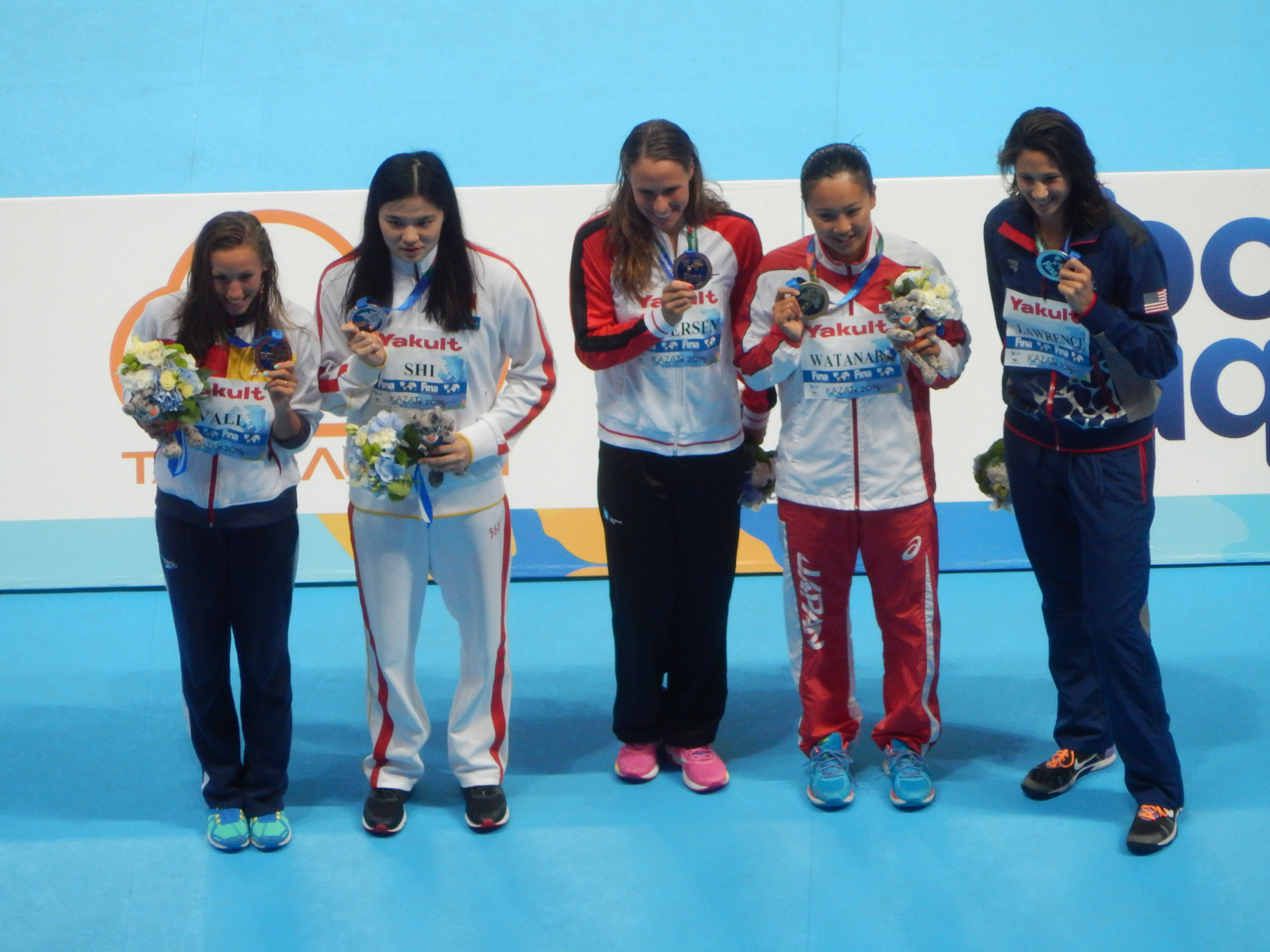
Kanako Watanabe (quarta da sinistra) e il resto del podio dei 200 m rani a Kazan' 2015

I suoi risultati più importanti sono rappresentati dalle due medaglie (un oro e un argento) conquistate nei campionati mondiali del 2015.

## Biografia
Kanako Watanabe è nata a Tokyo il 15 novembre 1996.

## Carriera
Nel 2012, a 16 anni non ancora compiuti, partecipa ai Giochi Olimpici di Londra.
Nel 2014, ai Giochi Panfacifici, batte il record nazionale nei 100 rana e l'anno seguente è tra le dieci nuotatrici più veloci al mondo nella stessa distanza, nonché la prima atleta al mondo a scendere in stagione sotto i 2'10" nella distanza doppia..
Il 7 agosto 2015, conquista la medaglia d'oro nei 200 m rana ai campionati mondiali  di Kazan', in Russia, ottenendo in finale il tempo di 2'21"15 e lasciandosi alle spalle la statunitense Micah Lawrence (seconda con il tempo di 2'22"44), la spagnola Jessica Vall, la danese Rikke Møller Pedersen, e la cinese Shi Jinglin, terze ex aequo con il tempo di 2'22"76.

## Palmarès
- Mondiali

Kazan 2015: oro nei 200m rana e argento nei 200m misti.
- Mondiali in vasca corta

Istanbul 2012: bronzo nei 200m rana.
Doha 2014: oro nei 200m rana e bronzo nella 4x100m misti.
- Giochi PanPacifici

Gold Coast 2014: oro nei 200m rana e argento nei 100m rana.
- Giochi asiatici

Incheon 2014: oro nei 200m rana e nella 4x100m misti, argento nei 100m rana, nei 200m misti e nella 4x100m sl.
Giacarta 2018: oro nei 200m rana.
- Universiadi

Taipei 2017: oro nei 100m rana e nei 200m rana e nella 4x100m misti.
Napoli 2019: argento nella 4x100m sl, bronzo nei 100m rana e nei 200m rana.
- Mondiali giovanili

Lima 2011: oro nei 200m rana e nella 4x100m misti e argento nei 100m rana.

## International Swimming League
| Stagione 2021    |
| ---------------- |
| Tokyo Frog Kings |